# 王玉坤
王玉坤（1913年—1984年2月4日），男，直隶（今河北）安平人，中华人民共和国农民，全国农业劳动模范，第二、三、四、五届全国政协委员。